# Pelayo Díaz
Pelayo Díaz Zapico (Oviedo; 28 de junio de 1986) es un estilista, bloguero, diseñador de moda y colaborador de televisión español que se hizo conocido gracias a su blog "Katelovesme”.

## Biografía
Pelayo Díaz nació en Oviedo en 1986 en el seno de una familia acomodada. Tiene una hermana llamada Natalia. Más tarde se fue a estudiar cursillos a Central Saint Martins de Londres, de donde se graduó en 2011.

### Carrera
Empezó en el mundo de la moda a una temprana edad en 2007 cuando abrió su blog llamado "Katelovesme", por aquel entonces con poca repercusión. Desde ese momento su blog comenzó a tener mucha influencia gracias a sus colaboraciones con firmas de lujo como Alexander McQueen, Giles Deacon, David Delfín y Louis Vuitton. Además, en 2011 sacó su primera colección llamada "Nobody knows". A partir de 2014 y, coincidiendo con su ruptura profesional y sentimental con el diseñador David Delfín, Pelayo se convirtió en "it-boy" gracias a su aceptación en las redes sociales, donde tiene más de un millón de seguidores. En ese mismo año comenzó a ser una de las principales bazas en desfiles como Mercedes-Benz Fashion Week Madrid y photocalls debido a que las firmas le querían para que las promocionara en su blog y en su perfil de Instagram. También hizo una reinterpretación de la colección otoño-invierno 2014 de Louis Vuitton junto a la modelo española Alba Galocha. Paralelamente, Pelayo comienza una carrera televisiva. Su primera incursión en la pequeña pantalla fue en 2014, en un cameo para la exitosa serie La que se avecina (Telecinco), junto al diseñador David Delfín. En 2016 sacó al mercado el diseño de una colección de copas de la marca de ginebra "Bulldog" y en 2017 desfiló para Dolce&Gabbana en Milán. A partir de 2015, Pelayo se convirtió en una nueva estrella televisiva gracias a su trabajo en el makeover de Telecinco Cámbiame. Además, en ese mismo año colaboró también para los espacios derivados, Cámbiame Premium y Cámbiame de noche. A finales de 2015 Mediaset España anunció que los estilistas de Cámbiame, incluyendo a Pelayo Díaz, serían los presentadores de las Campanadas de fin de año en Telecinco. A partir de abril de 2016 pudimos verle como colaborador y juez en la Sálvame Fashion Week. En ese mismo año ofreció entrevistas para los programas de Mediaset España: Hable con ellas, Hazte un selfi o Sálvame Deluxe. A partir de noviembre de 2016 comenzó a presentar en Mtmad el programa By Pelayo. En 2018, tras la cancelación del espacio Cámbiame, se confirmó su fichaje por Bailando con las estrellas en La 1. Siete años más tarde, el 14 de febrero de 2025, Díaz fue anunciado como concursante oficial de Supervivientes 2025.

## Otros proyectos
Después de su cameo en La que se avecina, Pelayo ha participado en dos cortometrajes: Por un 2016 exageradamente bueno (2015), corto publicitario patrocinado por Estrella Galicia, donde hace de Campanadista junto a su compañera Natalia Ferviú, compartiendo escena con Ana Obregón o Remedios Cervantes entre otros, y San Valentín (2016), donde hace el personaje de Inseguridad. En 2016 escribe "Indomable", su primer libro de género autobiografíco.

## Filmografía
| Año  | Título            | Cadena    | Personaje | Notas      |
| ---- | ----------------- | --------- | --------- | ---------- |
| 2014 | La que se avecina | Telecinco | Él mismo  | 1 episodio |
| 2019 | Paquita Salas     | Netflix   | Él mismo  | 1 episodio |

| Año           | Título                      | Cadena    | Notas       |
| ------------- | --------------------------- | --------- | ----------- |
| 2015 - 2018   | Cámbiame                    | Telecinco | Estilista   |
| 2015          | Cámbiame Premium            | Telecinco | Colaborador |
| 2015          | Cámbiame de noche           | Telecinco | Estilista   |
| 2015 - 2016   | Campanadas de fin de año    | Telecinco | Presentador |
| 2016          | Sálvame Fashion Week        | Telecinco | Juez        |
| 2016          | Quiero Ser                  | Divinity  | Asesor      |
| 2016 - 2017   | By Pelayo                   | Mtmad     | Presentador |
| 2017          | Gran Hermano VIP: El debate | Telecinco | Colaborador |
| 2017 - 2018   | Cámbiame VIP                | Telecinco | Estilista   |
| 2017          | Las Campos                  | Telecinco | Invitado    |
| 2018          | Sálvame                     | Telecinco | Colaborador |
| 2021          | El cazador                  | La 1      | Invitado    |
| 2023          | Deluxe                      | Telecinco | Invitado    |
| 2023          | Sálvame Fashion Week        | Telecinco | Juez        |
| 2023          | Viajando con Chester        | Cuatro    | Invitado    |
| 2024-presente | D Corazón                   | La 1      | Colaborador |
| 2024-2025     | Espejo Público              | Antena 3  | Colaborador |
| 2025          | Tardear                     | Telecinco | Colaborador |
| 2025-presente | Bailando con las estrellas  | Telecinco | Juez        |

#### Como concursante
| Año  | Título                     | Cadena    | Notas                        |
| ---- | -------------------------- | --------- | ---------------------------- |
| 2018 | Bailando con las estrellas | La 1      | Concursante - 7.º eliminado  |
| 2024 | MasterChef Celebrity 9     | La 1      | Concursante - 7.º expulsado  |
| 2025 | Supervivientes 2025        | Telecinco | Concursante - 11.º expulsado |

| Año  | Título                           | Personaje    | Notas        |
| ---- | -------------------------------- | ------------ | ------------ |
| 2015 | Por un 2016 exageradamente bueno | Campanadista | Cortometraje |
| 2016 | San Valentín                     | Inseguridad  | Cortometraje |

## Libros
- 2016: Indomable.